# Godfried Van de Meulebroeke
Godfried Van de Meulebroeke (Tiegem, 7 juni 1929 - Tiegem, 8 december 2015) was een Belgisch politicus. Hij was tot op hoge leeftijd schepen in Anzegem.

## Biografie
Van de Meulebroeke werd geboren in de West-Vlaamse gemeente Tiegem in 1929. Hij was de zoon van landbouwer Rudolf Van de Meulebroeke, die van 1939 tot 1946 schepen was in Tiegem.
In 1959 werd Van de Meulebroeke zelf schepen in Tiegem. Twee jaar later volgde hij de overleden Gerard Windels op als burgemeester. Die functie zou Van de Meulebroeke uitoefenen tot Tiegem in 1976 een deelgemeente werd van Anzegem.
Na de fusie werd Van de Meulebroeke schepen, eerst voor de lokale partij Gemeentebelangen, vervolgens voor Gemeentebelangen-CVP en tot slot voor Eendracht. Hij werkte samen met verschillende burgemeesters, onder wie Antoon Steverlynck en Victor Gerniers.
Eind 2012 nam Godfried Van de Meulebroeke afscheid van de politiek, na een carrière van 54 jaar in het schepencollege. Hij overleed op 8 december 2015.